# Shrapnel (Band)
Shrapnel ist eine englische Thrash-Metal-Band aus Norwich, die im Jahr 2009 gegründet wurde.

## Geschichte
Die Band wurde im April 2009 gegründet und bestand aus dem Sänger Jae Hadley, den beiden Gitarristen Nath Sadd und Chris Martin, dem Bassisten Adam Read und dem Schlagzeuger Chris Williams. Noch im selben Jahr folgte die erste EP No Saviours, der sich 2010 die zweite unter dem Namen The Devastation to Come anschloss. Bei letzterem war Russ Russel (Evile, Napalm Death) als Produzent aktiv. Unter dessen Leitung nahm die Gruppe im Herbst 2012 in den Parlour Studios das Debütalbum The Virus Conspires auf. Es folgten Auftritte zusammen mit Bands wie Evile, Gama Bomb, Chthonic, Exodus, Sepultura, Suicidal Tendencies, Sacred Reich und Death Angel sowie auf der Bühne des Bloodstock Open Air. Währenddessen kamen der Bassist Shaun Mcelhinney und der Schlagzeuger Simon Jackson als neue Mitglieder zur Band. Im Februar 2014 folgte die Veröffentlichung des Debütalbums The Virus Conspires über Candlelight Records.

## Stil
Laut laut.de spiele die Band klassischen Thrash Metal, wobei Gruppen wie Megadeth, Slayer, Testament und Exodus als Einflüsse zu nennen seien. Laut Frank Albrecht vom Rock Hard spiele die Band auf The Virus Conspires schnellen und sauber gespielten, sowie produzierten Thrash Metal, den man zwischen Gruppen wie Onslaught, Vio-lence, Testament und den schwedischen The Law einordnen könne. Zudem seien auch leichte Punk-Einflüsse zu hören. Das Titellied klinge nach Tankard und der Gesang erinnere an den von Michael Coons von Lääz Rockit.

## Diskografie
- 2009: No Saviours (EP, Southern Elite Records)
- 2010: The Devastation to Come (EP, Eigenveröffentlichung)
- 2014: The Virus Conspires (Album, Candlelight Records)